# Satu-Nou, Cetatea Albă
Satu-Nou, întâlnit și sub denumirea Novoselie (în ucraineană Новоселівка, transliterat: Novoselivka) este un sat în comuna Sărata din raionul Cetatea Albă, regiunea Odesa, Ucraina. Are 3.000 locuitori, preponderent români (moldoveni).
Satul este situat la o altitudine de 14 m, în partea sud-vestică a raionului Sărata. Teritoriul localității este străbătut de râul Cogâlnic; în apropierea satului are loc vărsarea râului Cilighider în Cogâlnic. El se află la o distanță de 7 km vest de centrul raional și stația de cale ferată Sărata (pe linia Odesa - Ismail). Prin sat trece autostrada Odesa - Reni.
Până în anul 1947 satul a purtat denumirea oficială de Satu-Nou (în ucraineană Сатуново), în acel an el fiind redenumit Novoselîvka.

## Istoric
Prin Tratatul de pace de la București, semnat pe 16/28 mai 1812, între Imperiul Rus și Imperiul Otoman, la încheierea războiului ruso-turc din 1806 – 1812, Rusia a ocupat teritoriul de est al Moldovei dintre Prut și Nistru, pe care l-a alăturat Ținutului Hotin și Basarabiei/Bugeacului luate de la turci, denumind ansamblul Basarabia (în 1813) și transformându-l într-o gubernie împărțită în zece ținuturi (Hotin, Soroca, Bălți, Orhei, Lăpușna, Tighina, Cahul, Bolgrad, Chilia și Cetatea Albă, capitala guberniei fiind stabilită la Chișinău).
Această localitate a fost înființată în anul 1810 de către țărani moldoveni iobagi fugiți de pe moșiile din Basarabia. Până în 1918 a purtat denumirea de Gura-Cilighider (în ucraineană Гура-Чілігідер).
După Unirea Basarabiei cu România la 27 martie 1918, satul Satu-Nou a făcut parte din componența României, în Plasa Tatar-Bunar a județului Cetatea Albă. Pe atunci, majoritatea populației era formată din români. La recensământul din 1930, s-a constatat că din cei 2.457 locuitori din sat, 2.407 erau români (97.96%), 17 bulgari, 10 evrei, 5 ruși 5 ucraineni. În 1925, au avut loc tulburări în sat cauzate de faptul că localnicii au fost amendați ca urmare a refuzului de a-și trimite copiii la școala cu predarea în limba română .
Ca urmare a Pactului Ribbentrop-Molotov (1939), Basarabia, Bucovina de Nord și Ținutul Herța au fost anexate de către URSS la 28 iunie 1940. După ce Basarabia a fost ocupată de sovietici, Stalin a dezmembrat-o în trei părți. Astfel, la 2 august 1940, a fost înființată RSS Moldovenească, iar părțile de sud (județele românești Cetatea Albă și Ismail) și de nord (județul Hotin) ale Basarabiei, precum și nordul Bucovinei și Ținutul Herța au fost alipite RSS Ucrainene. La 7 august 1940, a fost creată regiunea Ismail, formată din teritoriile aflate în sudul Basarabiei și care au fost alipite RSS Ucrainene .
În perioada 1941-1944, toate teritoriile anexate anterior de URSS au reintrat în componența României. Apoi, cele trei teritorii au fost reocupate de către URSS în anul 1944 și integrate în componența RSS Ucrainene, conform organizării teritoriale făcute de Stalin după anexarea din 1940, când Basarabia a fost ruptă în trei părți. Un număr de 274 localnici au luptat în cel de-al doilea război mondial, 78 dintre ei murind pe front.
În anul 1947, autoritățile sovietice au schimbat denumirea oficială a satului din cea de Satu-Nou în cea de Novoselîvka. În anul 1954, Regiunea Ismail a fost desființată, iar localitățile componente au fost incluse în Regiunea Odesa. În perioada 1967-1977 au fost construite 115 de case și 13 km străzi și drumuri asfaltate.
Începând din anul 1991, satul Satu-Nou face parte din raionul Sărata al regiunii Odesa din cadrul Ucrainei independente. În prezent, satul are 3.000 locuitori, preponderent români (moldoveni).

## Economie
Locuitorii satului Satu-Nou se ocupă în principal cu agricultura și zootehnia. Se cultivă cereale și se cresc animale (porcine). În localitate funcționează un atelier de tâmplărie, un atelier de producere a faianței și combinat vinicol.

## Cultura
Școala din Satu-Nou este o școală mixtă româno-ucraineano-rusă.

## Demografie
Componența lingvistică a comunei Satu-Nou
     Română (91,73%)
     Rusă (5,37%)
     Ucraineană (2,07%)
     Alte limbi (0,47%)
Conform recensământului din 2001, majoritatea populației comunei Satu-Nou era vorbitoare de română (91,73%), existând în minoritate și vorbitori de rusă (5,37%) și ucraineană (2,07%).
1930: 2.457 (recensământ) 
2001: 3.000 (recensământ)